# Benedetta Caretta
Benedetta Caretta (Carmignano di Brenta, 1º luglio 1996) è una cantante italiana, vincitrice della seconda edizione del talent show Io canto.

## Biografia
Nata nel 1996 a Carmignano di Brenta, in provincia di Padova da madre stilista e da padre interior designer, Benedetta Caretta all'età di cinque anni ha iniziato a cantare in coro e fino al 2009 si è esibita da solista in diversi concerti in Italia. Dopo essersi diplomata presso il liceo linguistico, ha deciso di iscriversi presso il conservatorio Steffani di Castelfranco Veneto, in provincia di Treviso, dove al termine degli studi ha conseguito la laurea in canto jazz.
Nel 2010 ha partecipato come concorrente alla prima edizione del talent show musicale di Canale 5 Io canto con la conduzione di Gerry Scotti, venendo eliminata in finale. Nel settembre dello stesso ha preso parte anche alla seconda edizione, in cui ne è uscita vincitrice e guadagnando una borsa di studio che ha utilizzato per studiare alla New York Film Academy negli Stati Uniti. Nel 2011 e nel 2013 ha partecipato come ospite speciale alla terza e alla quarta stagione di Io canto, in cui ha avuto l'opportunità di cantare al fianco di artisti famosi come Hayley Westenra, Michael Bublé, Katherine Jenkins, Alessandra Amoroso, Fausto Leali e Raffaella Carrà.
Nel 2012 ha pubblicato il suo primo singolo Counting Down The Days, insieme all'album d'esordio Conto alla rovescia dei giorni. Nel 2014 ha partecipato come concorrente nella squadra di Raffaella Carrà al talent show di Rai 2 The Voice of Italy, in cui è stata eliminata nel corso della semifinale. Nel settembre 2016 è entrata a far parte del trio musicale TNT con Alberto Urso (tenore) e Ludovico Creti (baritono), che dopo tre anni si sciolse.
Nel 2019 ha iniziato a pubblicare video di canto sui suoi social network, a volte in duetto con il violoncellista Stjepan Hauser del gruppo 2Cellos. Nel corso della sua carriera ha realizzato cover di molte canzoni famose: I Will Always Love You di Whitney Houston, Someone like You di Adele, Love the Way You Lie di Eminem e Rihanna, The Sound of Silence di Simon & Garfunkel, Halo di Beyoncé, Hallelujah di Leonard Cohen e My Heart Will Go On di Céline Dion. Nel 2019 e nel 2020 è stata una dei giurati del muro dei 100 nelle prime due edizioni del talent show di Canale 5 All Together Now con la conduzione di Michelle Hunziker.
Nel giugno 2023 ha ricevuto il premio Artis Suavitas alla carriera. Tra il 2023 e il 2025 è una delle coach Io canto Generation, Io canto Family e Io canto Senior, tutti e tre talent show di Canale 5: i primi due sono condotti da Gerry Scotti, mentre il secondo è condotto da Michelle Hunziker.

## Discografia

### Album in studio
- 2012 – Conto alla rovescia dei giorni
- 2021 – Wicked Game
- 2021 – Benedetta

### EP
- 2024 – Mi Renovacion

### Singoli
- 2012 – Counting Down The Days
- 2021 – Dance Monkey (feat. Daniele Vitale Sax)
- 2022 – Lampada (feat. Daniele Vitale Sax)
- 2022 – Amazing Grace
- 2022 – Now We Are Free (Gladiator)
- 2022 – Wish You Were Here (con Riccardo Bertuzzi)
- 2022 – Caruso
- 2022 – Wicked Game
- 2022 – Have Yourself a Merry Little Christmas (con Emma Trento)
- 2023 – Me Quedo Contigo
- 2023 – Slipping Through My Fingers
- 2023 – Before You Go
- 2023 – Never Enough
- 2023 – La Llorona
- 2023 – Calm Down
- 2023 – Yesterday
- 2024 – Only Love Can Hurt Like This
- 2024 – This is the Live
- 2024 – Felicità (feat. Daniele Vitale Sax)

## Programmi televisivi
- Io canto (Canale 5, 2010-2011, 2013) - concorrente (2010); vincitrice (2010); guest star (2011, 2013)
- The Voice of Italy (Rai 2, 2014) - concorrente
- All Together Now (Canale 5, 2019-2020) - giurata del muro
- Io canto Generation (Canale 5, 2023-2024) - coach
- Io canto Family (Canale 5, 2024) - coach
- Io canto Senior (Canale 5, 2025) - coach

## Riconoscimenti
- Artis Suavitas
  - 2023 – Premio alla carriera[25]
- Io canto
  - 2010 – Vincitrice della seconda edizione[26]